# Thunbergia oblongifolia
Thunbergia oblongifolia é uma espécie de planta com flor pertencente à família Acanthaceae.
A autoridade científica da espécie é Oliv., tendo sido publicada em Transactions of the Linnean Society of London, Botany 29: 125.

## Moçambique
Trata-se de uma espécie presente no território moçambicano.
Em termos de naturalidade trata-se de uma espécie nativa.